# Джефф Браун (хокеїст, 1966)
Джефф Браун (англ. Jeff Brown, нар. 30 квітня 1966, Оттава) — канадський хокеїст, що грав на позиції захисника.
Провів понад 800 матчів у Національній хокейній лізі.

## Ігрова кар'єра
На юніорському рівні захищв кольори клубу «Садбері Вулвз».
1984 року був обраний на драфті НХЛ під 36-м загальним номером командою «Квебек Нордікс». Перш ніж Джефф закріпився у складі «Нордікс» він частину сезону 1986–87 відіграв за «Фредеріктон Експресс» (АХЛ). 13 грудня 1989 його обміняли до клубу «Сент-Луїс Блюз» у складі якого провів п'ять сезонів.
З 1993 по 1996 Браун захищав кольори команди «Ванкувер Канакс», згордом два сезони відіграв за «Гартфорд Вейлерс».
В останньому ігровому сезоні 1997–98 Джефф встиг відіграти за три клуби, а саме «Кароліна Гаррікейнс», «Торонто Мейпл-Ліфс» та «Вашингтон Кепіталс».

## Тренерська робота
Протягом тренерсьеої кар'єри, що тривала 12 років, тренував різноманітні команди нижчих ліг. Останнім клубом була команда «Оттава 67-і». 25 квітня 2017 Браун оголосив про відставку з посади головного тренера команди та генерального менеджера клубу «Оттава 67-і» з особистих причин.

## Статистика
| Сезон        | Клуб                  | Ліга         | Регулярний сезон | Регулярний сезон | Регулярний сезон | Регулярний сезон | Регулярний сезон | Плей-оф | Плей-оф | Плей-оф | Плей-оф | Плей-оф |
| Сезон        | Клуб                  | Ліга         | І                | Г                | П                | О                | ШХ               | І       | Г       | П       | О       | ШХ      |
| ------------ | --------------------- | ------------ | ---------------- | ---------------- | ---------------- | ---------------- | ---------------- | ------- | ------- | ------- | ------- | ------- |
| 1981–82      | «Гоксбері Гокс»       | ЦКХЛ         | 49               | 12               | 47               | 59               | 72               | —       | —       | —       | —       | —       |
| 1982–83      | «Садбері Вулвз»       | ОХЛ          | 65               | 9                | 37               | 46               | 39               | —       | —       | —       | —       | —       |
| 1983–84      | «Садбері Вулвз»       | ОХЛ          | 68               | 17               | 60               | 77               | 39               | —       | —       | —       | —       | —       |
| 1984–85      | «Садбері Вулвз»       | ОХЛ          | 56               | 16               | 48               | 64               | 26               | —       | —       | —       | —       | —       |
| 1985–86      | «Садбері Вулвз»       | ОХЛ          | 45               | 22               | 28               | 50               | 24               | 4       | 0       | 2       | 2       | 11      |
| 1985–86      | «Квебек Нордікс»      | НХЛ          | 8                | 3                | 2                | 5                | 6                | 1       | 0       | 0       | 0       | 0       |
| 1985–86      | «Фредеріктон Експрес» | АХЛ          | —                | —                | —                | —                | —                | 1       | 0       | 1       | 1       | 0       |
| 1986–87      | «Фредеріктон Експрес» | АХЛ          | 26               | 2                | 14               | 16               | 16               | —       | —       | —       | —       | —       |
| 1986–87      | «Квебек Нордікс»      | НХЛ          | 44               | 7                | 22               | 29               | 16               | 13      | 3       | 3       | 6       | 2       |
| 1987–88      | «Квебек Нордікс»      | НХЛ          | 78               | 16               | 37               | 53               | 64               | —       | —       | —       | —       | —       |
| 1988–89      | «Квебек Нордікс»      | НХЛ          | 78               | 21               | 47               | 68               | 62               | —       | —       | —       | —       | —       |
| 1989–90      | «Квебек Нордікс»      | НХЛ          | 29               | 6                | 10               | 16               | 18               | —       | —       | —       | —       | —       |
| 1989–90      | «Сент-Луїс Блюз»      | НХЛ          | 48               | 10               | 28               | 38               | 37               | 12      | 2       | 10      | 12      | 4       |
| 1990–91      | «Сент-Луїс Блюз»      | НХЛ          | 67               | 12               | 47               | 59               | 39               | 13      | 3       | 9       | 12      | 6       |
| 1991–92      | «Сент-Луїс Блюз»      | НХЛ          | 80               | 20               | 39               | 59               | 38               | 6       | 2       | 1       | 3       | 2       |
| 1992–93      | «Сент-Луїс Блюз»      | НХЛ          | 71               | 25               | 53               | 78               | 58               | 11      | 3       | 8       | 11      | 6       |
| 1993–94      | «Сент-Луїс Блюз»      | НХЛ          | 63               | 13               | 47               | 60               | 46               | —       | —       | —       | —       | —       |
| 1993–94      | «Ванкувер Канакс»     | НХЛ          | 11               | 1                | 5                | 6                | 10               | 24      | 6       | 9       | 15      | 37      |
| 1994–95      | «Ванкувер Канакс»     | НХЛ          | 33               | 8                | 23               | 31               | 16               | 5       | 1       | 3       | 4       | 2       |
| 1995–96      | «Ванкувер Канакс»     | НХЛ          | 28               | 1                | 16               | 17               | 18               | —       | —       | —       | —       | —       |
| 1995–96      | «Гартфорд Вейлерс»    | НХЛ          | 48               | 7                | 31               | 38               | 38               | —       | —       | —       | —       | —       |
| 1996–97      | «Гартфорд Вейлерс»    | НХЛ          | 1                | 0                | 0                | 0                | 0                | —       | —       | —       | —       | —       |
| 1997–98      | «Кароліна Гаррікейнс» | НХЛ          | 32               | 3                | 10               | 13               | 16               | —       | —       | —       | —       | —       |
| 1997–98      | «Торонто Мейпл-Ліфс»  | НХЛ          | 19               | 1                | 8                | 9                | 10               | —       | —       | —       | —       | —       |
| 1997–98      | «Вашингтон Кепіталс»  | НХЛ          | 9                | 0                | 6                | 6                | 6                | 2       | 0       | 2       | 2       | 0       |
| Усього в НХЛ | Усього в НХЛ          | Усього в НХЛ | 747              | 154              | 431              | 585              | 498              | 87      | 20      | 45      | 65      | 59      |